# 공주 고마나루
공주 고마나루는 대한민국 충청남도 공주시 웅진동 지역에 있는 공주의 태동지이자 곰과 인간에 얽힌 전설이 내려오는 유서 깊은 명승지이다. 1997년 6월 5일 공주시의 향토문화유적 기념물 제1호로 지정되었다가, 2006년 12월 4일 대한민국의 명승 제21호로 승격되었다.

## 개요
공주 고마나루는 금강 및 연미산 등 무령왕릉 서쪽으로 전개되는 낮은 구릉지대와 금강변 나루 일대로, 공주의 태동지이자 곰과 인간에 얽힌 전설이 내려오는 유서 깊은 명승지이다.
백제의 웅진 천도 시 문주왕이 천도를 위하여 이용하였던 것으로 추정되는 백제시대 국제적 교통의 관문이며, 백제 이래 조선조에 이르기까지 공식적인 국가의 제사 공간으로서 민중의 정서와 애환이 짙게 서려있는 역사적 가치가 큰 곳이다.
금강과 그 강변의 모래벌 및 450여주의 소나무 군락 그리고 연미산 자락이 함께 어우러져 경관적 가치 또한 뛰어난 명승지이다.

## 같이 보기
- 무령왕릉
- 곰사당

## 참고 자료
- 공주 고마나루 - 국가유산청 국가유산포털